# Staple Inn

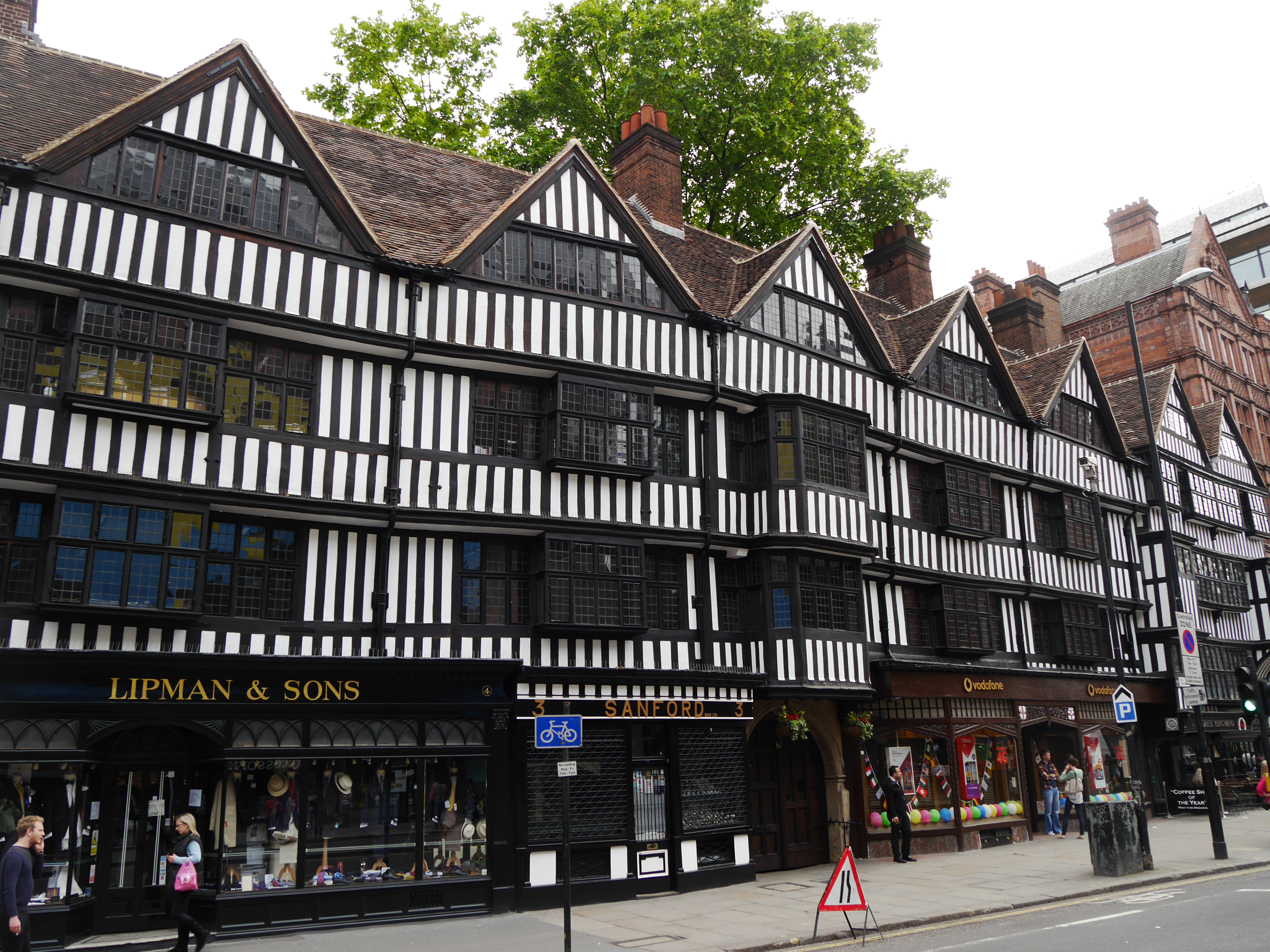
Staple Inn (2014)

Staple Inn ist ein teilweise im Tudorstil errichtetes Gebäude an der Südseite der High Holborn Street im Stadtbezirk City of London, London, England. Es befindet sich in der Nähe der U-Bahn-Station Chancery Lane und wird als Veranstaltungsort für Tagungen des Institute and Faculty of Actuaries in London genutzt. Es wurde 1974 zum denkmalgeschützten Gebäude der Kategorie I erklärt.

## Geschichte

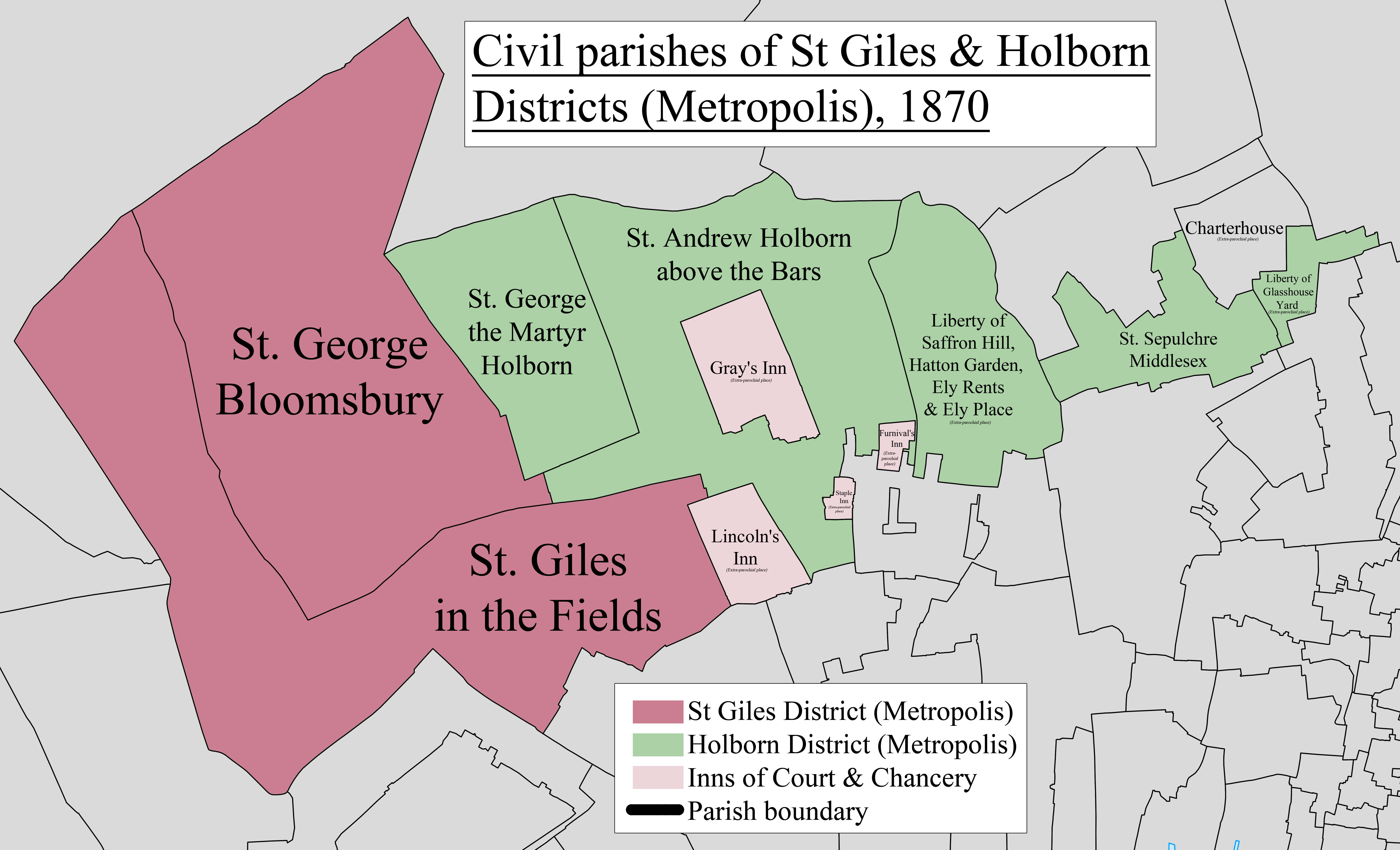
Eine Karte, die die Grenzen des Inn im Jahr 1870 zeigt

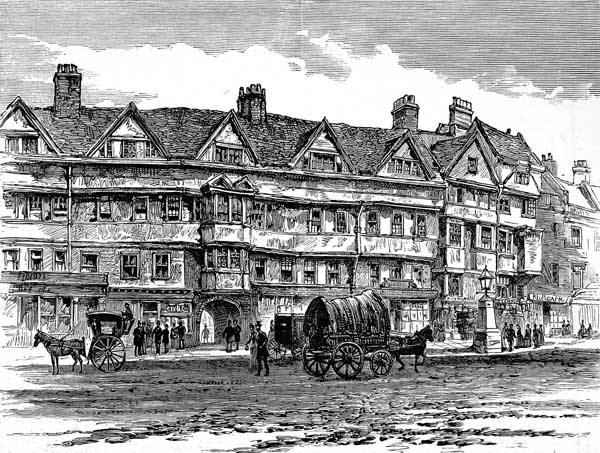
Staple Inn im Jahr 1886

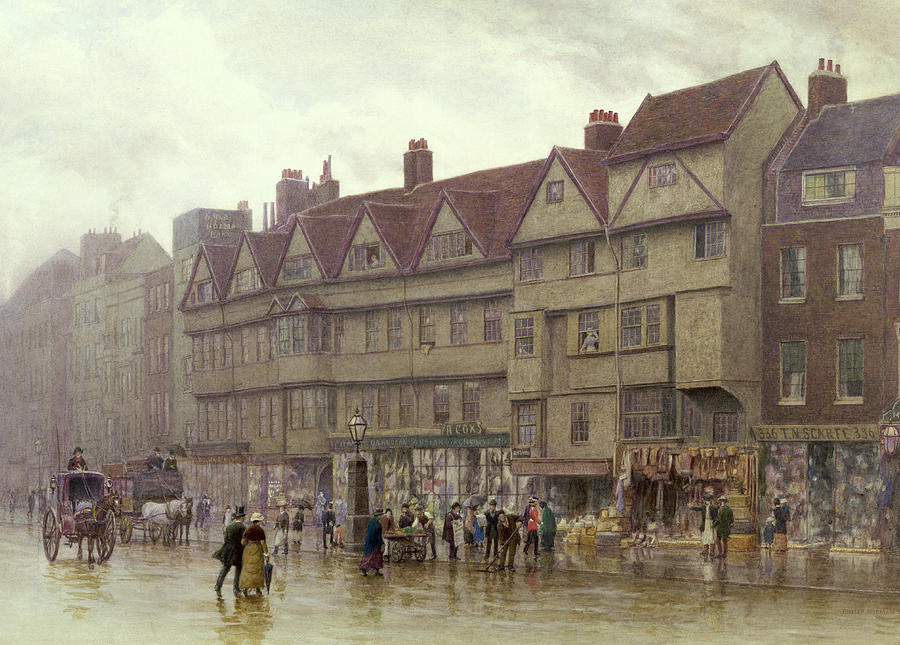
Staple Inn Holborn (1887) von Philip Norman

Staple Inn war ursprünglich an Gray’s Inn angeschlossen, eine der vier Anwaltskammern (Inns of Court) für Barrister in England. Die Gebäude der Inns of Chancery verfielen im 19. Jahrhundert. Alle wurden aufgelöst und die meisten wurden abgerissen. Staple Inn ist das einzige, das weitgehend intakt erhalten ist.
Bevor das Grundstück um 1400 an die Inns of Court vermietet wurde, war es als Le Stapledhalle, eine Bezeichnung aus normannischer Zeit, bekannt. Es war ein Ort, wo Wolle gewogen und besteuert wurde und wo Wollhändler wohnen konnten. Er bot auch Platz für Pferde und Fuhrwerke. Später dann diente es der Ausbildung und Unterbringung von Anwälten.
Das Anwesen überlebte den Großen Brand von London im Jahre 1666, wurde nach leichteren Treffern 1941 schließlich 1944 durch eine fliegende Bombe der deutschen Luftwaffe stark beschädigt und anschließend restauriert. Es verfügt über eine markante Fachwerkfassade aus dem Jahre 1580, ein Satteldach und einen Innenhof.
Zu den historischen Innenräumen gehört ein Rittersaal, der vom Institut und der Fakultät für Aktuare genutzt wird. Die Straßenfront im Erdgeschoss ist an Geschäfte und Restaurants vermietet. Wegen des Denkmalschutzes muss die Beschilderung schlichter gestaltet sein als bei weniger sensiblen Gebäuden. Eine Zeit lang war das Gebäude auf Tabakpackungen der Marke «Old Holborn» abgebildet.

## Inschrift
Die Inschrift befindet sich rechts in der Durchfahrt von der Straße High Holborn Street in den Hof, in englischer Sprache:

„Originalgebäude errichtet 1545-1589 durch Vincent Enghame und andere. Die rückseitige Ansicht wurde 1826 mit Ziegelsteinen verkleidet. Die Vorderseite wurde nach verschiedenen Änderungen 1886 entsprechend der ursprünglichen Gestaltung wieder hergestellt. Das gesamte Gebäude wurde 1937 rekonstruiert, die alte Vorderseite gesichert.“